# Blylodmyran
Blylodmyran är ett naturreservat i Skellefteå kommun i Västerbottens län.
Området är naturskyddat sedan 1999 och är 225 hektar stort. Reservatet består av rikkärr och barrblandskogar och även sumpskogar.